# 마쓰카타 이와오
마쓰카타 이와오(일본어: 松方巌, 1862년 5월 4일 ~ 1942년 8월 9일)는 일본 제국의 실업가, 정치인, 화족이다. 귀족원 공작 의원을 지냈다. 

## 생애
마쓰카타 마사요시의 장남으로 가고시마에서 태어났다. 
1883년 독일에 유학하여 라이프치히 대학 등지에서 공부했고, 귀국 후 1886년에 교제관(交際官) 시보(試補)가 되었으나, 실업계로 전직했다. 주고 은행(十五銀行) 부행장, 행장, 도쿄 은행 집회소(東京銀行集会所) 부회장, 도쿄 상업 회의소(東京商業会議所) 특별의원, 타이쇼 은행(泰昌銀行) 행장, 요코하마 정금은행(横浜正金銀行) 이사, 제국 창고 운수(帝国倉庫運輸) 이사 등을 맡았다. 
아버지 마사요시가 사망하자 1924년 9월 1일, 공작위를 습작하여 귀족원 공작 의원에 취임했다.
1927년 4월, 쇼와 금융공황으로 주고 은행이 사실상 파산하자, 그 책임을 느껴 자산 490만 엔을 제공한 것 외에 도쿄 미타(三田)의 저택, 나스의 농장, 아타미의 별장, 다수의 골동품 등 사재의 대부분을 방출했다. 같은 해 11월 29일엔 궁내성에 작위 반납을 신청했으며, 12월 6일에 귀족원 공작 의원직을 사직하고, 작위도 반납한 다음 일체의 공직으로부터 물러났다. 1942년에 사망하였고, 아오야마 영원에 안장되었다. 
마쓰카타 가문의 가독(家督)은 아버지 마사요시의 15남이자, 이복 막내 동생인 사부로가 이와오의 양자가 되는 형식으로 물려받았다.

## 가족 관계
- (부) 마쓰카타 마사요시(松方正義)
- (모) 마쓰카타 마사코(松方満佐子)
- (동생) 마쓰카타 코지로(松方幸次郎)
- (부인) 나가요 야스코(長與保子) - 나가요 센사이(長與專齋)의 장녀
  - (장녀) 구로키 다케코(黒木竹子) - 구로키 산지(黒木三次) 백작 부인
  - (양자) 마쓰카타 가츠히코(松方勝彦) - 동생 코지로의 4남. 1936년 사망
  - (양자) 마쓰카타 사부로(松方三郎) - 아버지 마사요시의 15남

| 전임 마쓰카타 마사요시 | 제2대 마쓰카타 공작가 당주 1924년 ~ 1927년 | 후임 작위 반납 |